# Dreamtime Return
Dreamtime Return (1988) este un dublu album, bazat pe cultura Indigen Australian și conceptul Dreamtime, al compozitorului American de muzică ambient Steve Roach. Roach deja începuse compunerea acestui album când, din întâmplare a primit o scrisoare de la scriitorul și fotograful David Stahl. Stahl ascultase cel de-al treilea album al lui Steve Roach, Structures from Silence, la radio, În timp ce conducea prin deșert spre Mexic. Stahl la pus la current pe Steve Roach cu proiectul său, legat de filmul documentar Art of the Dreamtime. Câteva luni mai târziu Roach și Stahl călătoreau spre Nordul Australiei ținutul Indigenilor antici.

## Rezumat
Acesta este primul album adevărat de studio al lui Steve Roach, la fel și primul din numeroasele lui proiecte de albume duble.  Muzica e compusă din  texturi electronice ușor bântuitoare, caracterizate uneori de diferite instrumente entice de percuție și de voci și cântece tradișionale Indigene.
Piesa “Truth in Passing” e caracterizată de o compoziție de pian  atmospheric, fapt rar întîlnit în muzica lui Steve Roach.
Întâia piesa înregistrată de pe album e “The Other Side”. Aceasta bucată a fost înregistrată live, împreună cu Kevin Braheny interpretând la un Steiner EWI (Instrument Electronic de Suflat). Aceasta bucată a fost difuzată pe postul National Public Radio în cadrul emisiunii Music from the Hearts of Space în 1986. Această ediție specială a emisiunii, intitulată Starflight 1, a fost într-atât de populară încât mai târziu în acel an a fost lansată ca album, astfel piesa “The Other Side” a fost lansată doi ani  mai devreme față de restul compozițiilor de pe Dreamtime Return.
După lansarea acestui album, Steve Roach a pornit în cea de-a doua călătorie spre Australia.

## Lista pieselor
Toate piesele sunt compuse de Steve Roach cu excepția celor indicate

### Release-ul pe 2 Disc-uri

#### Disc 1
1. ”Towards the Dream” – 7:08
2. ”The Continent”  – 4:49
3. ”Songline” (Robert Rich, Roach) – 3:10)
4. ”Airtribe Meets the Dream Ghost” (Rich, Roach) – 7:00
5. ”A Circular Ceremony” – 11:18
6. ”The Other Side” (Kevin Braheny, Roach) – 13:14
7. ”Magnificent Gallery” – 6:07
8. ”Truth in Passing” – 8:41
9. ”Australian Dawn-The Quiet Earth Cries Inside” – 6:18

#### Disc 2
1. ”Looking for Safety” – 31:21
2. ”Through a Strong Eye” – 6:50
3. ”The Ancient Day” – 6:06
4. ”Red Twilight with the Old Ones” – 9:48
5. ”The Return” – 8:33

### Release-ul 1988 Fortuna Records 2-LP-uri
Pe release-ul din 1988, pe 2-LP-uri lipsesc piesele "Truth in Passing" și "Through a Strong Eye." De asemenea are ediții de piese mai scurte, inclusiv versiunea piesei "Looking for Safety" ce e cu 20 de minute mai scurtă decât versiunea de CD.

#### Partea 1
1. ”Towards the Dream” – 7:08
2. ”The Continent” – 4:48
3. ”Songline” – 3:11
4. ”Airtribe Meets the Dream Ghost” – 6:59

#### Partea 2
1. ”A Circular Ceremony” – 9:35
2. ”The Other Side” – 13:13

#### Partea 3
1. ”Magnificent Gallery” – 5:03
2. ”Australian Dawn-The Quiet Earth Cries Inside” – 5:11
3. ”Looking for Safety” – 10:03

#### Partea 4
1. ”The Ancient Day” – 6:06
2. ”Red Twilight with the Old Ones” – 9:48
3. ”The Return” – 8:33

## Personal
- Steve Roach – sintetizator analog și digital, sequencers, sampler, Macintosh cu “M”, tobe digitale, tobă Taos, bețe
- Kevin Braheny – Steiner EWI
- David Hudson – didgeridoo
- Chuck Oken, Jr – rainstick
- Robert Rich – gourd drum, Darbakeh/Tarabuka